# Національно-ліберальна партія (Ліван)
Національно-ліберальна партія (НЛП) (араб. حزب الوطنيين الأحرار) — політична партія Лівану. Утворена 1958 колишнім президентом Лівану Камілем Шамуном як організація його прихильників. Шамуністи виступали за збереження конфесійної системи, «заохочення зусиль капіталу», недоторканність приватної власності, розвиток економіки вільного ринку, за підтримку тісних зв'язків із західними державами. У статуті НЛП підкреслювалася необхідність зберегти «особливий характер і відмінні риси» Лівану. На 1960-х– початку 1970-х. партія користувалася істотною підтримкою християнських виборців, виступала в союзі з «Катаїб» проти присутності палестинців в країні і заявляла, що налічує в своїх рядах до 70 тис. членів. В період громадянської війни НЛП і створені нею загони «Тигрів» брали активну участь в «Ліванському фронті». Проте після смерті К. Шамуна в 1987 відбулося ослаблення організації. НЛП різко засудила сирійський вплив і присутність сирійських військ в Лівані і закликала до бойкоту парламентських виборів в 1992, 1996 і 2000. На виборах 2005 року блок «Зібрання Корнета Шевана», до якого вона входила, отримав 6 місць.